# 귀온 에드워즈
귀온 대파이드 리스 에드워즈(Gwion Dafydd Rhys Edwards, 1993년 3월 1일 ~ )는 웨일스의 축구 선수이다. 현재 프리미어리그의 스완지 시티에서 미드필더로 뛰고 있다.